# Rutte-Talsperre
Koordinaten: 46° 29′ 34″ N, 13° 35′ 28″ O
Die Rutte-Talsperre (italienisch Bacino di Rutte) war eine Talsperre in Greuth (Tarvis), Italien, in der Nähe der österreichischen Grenze. Sie hatte eine 15 m hohe Pfeilerstaumauer aus Mauerwerk als Absperrbauwerk und wurde 1952 in Betrieb genommen.
Am 7. November 1965 brach die Staumauer beim Wiedereinstau, nachdem vorher das abgelagerte Sediment im Staubecken beräumt worden war.
Gleich nach dem Bau 1952 waren schon beim Ersteinstau Risse in dem Bauwerk, einer Gewölbereihenmauer mit Pfeilern und Gewölbebögen dazwischen, entstanden. Ein Riss unter der Staumauer dichtete sich selbst durch Sediment-Material ab. Als 13 Jahre später bei leerem Becken das Sediment entfernt wurde, konnte beim Wiedereinstau Wasser durch den Riss eindringen und einen Weg durch den dolomitischen Felsuntergrund finden. Es entstand eine Ausspülung durch sogenanntes „Piping“. Zwei Tage nach Beginn des Einstaus gab das Fundament nach und die Mauer stürzte ein.
Dabei gab es keine Todesopfer zu beklagen, es entstand lediglich Sachschaden.

## Daten der Talsperre
- Mauerhöhe: 15 m
- Stauraumgröße: 0,3 Mio. m³
- Wasserseitige und luftseitige Mauerneigung: v:h=8,3:1
- Mittlere Wassertiefe: 12 m